# سيتروريليكس
سيتروريليكس الذي يباع تحت اسم العلامة التجارية سيتروتايد
هو مضاد للهرمون الذاتي هرمون المُوَجِّهَة للغدد التناسليه
(GNRH - غونادوتروبينات Releasing Hormon)
تظهر فعاليته من خلال المنع الفوري لإفراز الهرمون الملوتن
(هرمون منشط للجسم الأصفر – LH) 
يعمل الدواء عن طريق منع عمل GnRH على الغدة النخامية
وبالتالي يحد إنتاج وعمل الهرمون الملوتيني (LH)و هرمون المنبه للجريب الطبيعي FSH
بالإضافة إلى ذلك يمكن استخدام سيتروريليكس لعلاج سرطانات البروستاتا الحساسة للهرمونات
و سرطان الثدي عند النساء قبل سن اليأس
وبعض الاضطرابات النسائية الحميدة (بطانة الرحم والأورام الليفية الرحمية وترقق بطانة الرحم)
يتم إعطاؤه كحقن يومي تحت الجلد متعدد 0.25 مجم يوميًا
أو كجرعة وحيدة الجرعة 3 ملغ تحت الجلد لمدة اربع أيام
وإذا لم يتم استجابة موجه الغدد التناسلية خلال أربعة أيام بعد الحقن، يجب أن تؤخذ الجرعة 0.25 ملغ مرة واحدة يوميا إلى أن يتم استجابة موجهة الغدد التناسلية

## الاستخدامات الطبية
يتم تسويق سيتروريليكس بواسطة Merck Serono لاستخدامه في الإخصاب في جميع البلدان باستثناء اليابان، حيث يتم تسويقه بواسطة Shionogi و Nippon Kayaku. تتلقى Aeterna Zentaris الإتاوات على هذه المبيعات وتحتفظ بحقوق تطوير سيتروريليكس لمؤشرات أخرى. في استخدام التلقيح الصناعي يتم حقنه يوميًا بعد بدء تحفيز الجريب واقتراب دليل نضوج الجريب. إذا تم إعطاؤه يوميًا، فإنه يمنع طفرة
الهرمون الملوتن الداخلية التي من شأنها أن تؤدي إلى التبويض المفاجئ قبل إعطاء
موجهة الغدد التناسلية المشيمائية البشرية من قبل الطبيب المعالج. كبديل لمضاد، يمكن أيضًا إعطاء حقن موجهة الغدد التناسلية المشيمائية البشرية، ولكن يجب أن يبدأ الحقن في وقت سابق للتغلب على التأثيرالحقن. يمكن خلط Cetrorelix مع follitropin alpha دون المساس بسلامتها وفعاليتها المبلغ عنها
على مدى 3 أسابيع، تم إعطاء الحقن اليومية لـ cetrorelix إلى 12 رجلاً من أجل وقف مستويات هرمون التستوستيرون. تم وقف مستويات هرمون التستوستيرون بشكل ملحوظ مقارنة بالمجموعة الضابطة. خلال هذا الوقت من المنع، شوهدت زيادات في البروتينات الدهنية عالية الكثافة. (HDLs) هي المسؤولة عن إزالة الكوليسترول من الدم وترتبط كميات أكبر مع زيادة صحة القلب والأوعية الدموية

## موانع الاستعمال
يبطل استخدام سيتروريليكس في القصور الكلوي الحاد. ليس مخصصًا للنساء اللواتي تتراوح أعمارهن بين 65 عامًا أو أكثر. لا يوصى باستخدامه في النساء المصابات بحساسية شديدة. استخدم بحذر في النساء الذين يعانون من الحساسية النشطة أو تاريخ من الحساسية.

## ابحاث
كان سيتروريليكس قيد التطوير لعلاج تضخم البروستاتا الحميد، وسرطان الثدي، وبطانة الرحم، وسرطان المبيض، وسرطان البروستاتا، والأورام الليفية الرحمية، ولكن توقف تطوير هذه المؤشرات. وجدت دراسة نُشرت في مجلة Nature Medicine وجود صلة بين اختلال التوازن الهرموني في الرحم ومتلازمة المبيض المتعدد الكيسات (PCOS)، وتحديدًا ما قبل الولادة لهرمون مكافحة مولر. للدراسة، قام الباحثون بحقن الفئران الحامل بـ AMH بحيث يكون لديهم تركيز أعلى من الطبيعي للهرمون. في الواقع، أنجبوا بنات طورت فيما بعد ميول شبيهة بمتلازمة تكيس المبايض. وشملت هذه مشاكل الخصوبة، تأخر البلوغ، وعدم انتظام التبويض. لعكس ذلك، أجرى الباحثون جرعات من الفئران متعددة الكيسات مع سيتروريليكس، مما جعل الأعراض تختفي، ويجب تأكيد هذه التجارب عند البشر، ولكن يمكن أن تكون الخطوة الأولى في فهم العلاقة بين المبيض المتعدد الكيسات والهرمون المضاد للمولير